# Haapasaari (ö i Södra Savolax, S:t Michel, lat 61,67, long 27,14)
Haapasaari är en ö i Finland. Den ligger i sjön Iso-Vuolinko och i kommunen Sankt Michel i den ekonomiska regionen  S:t Michel och landskapet Södra Savolax, i den södra delen av landet, 200 km nordost om huvudstaden Helsingfors. Öns area är 0,4 hektar och dess största längd är 100 meter i nord-sydlig riktning.